# Robert Grzeszczak

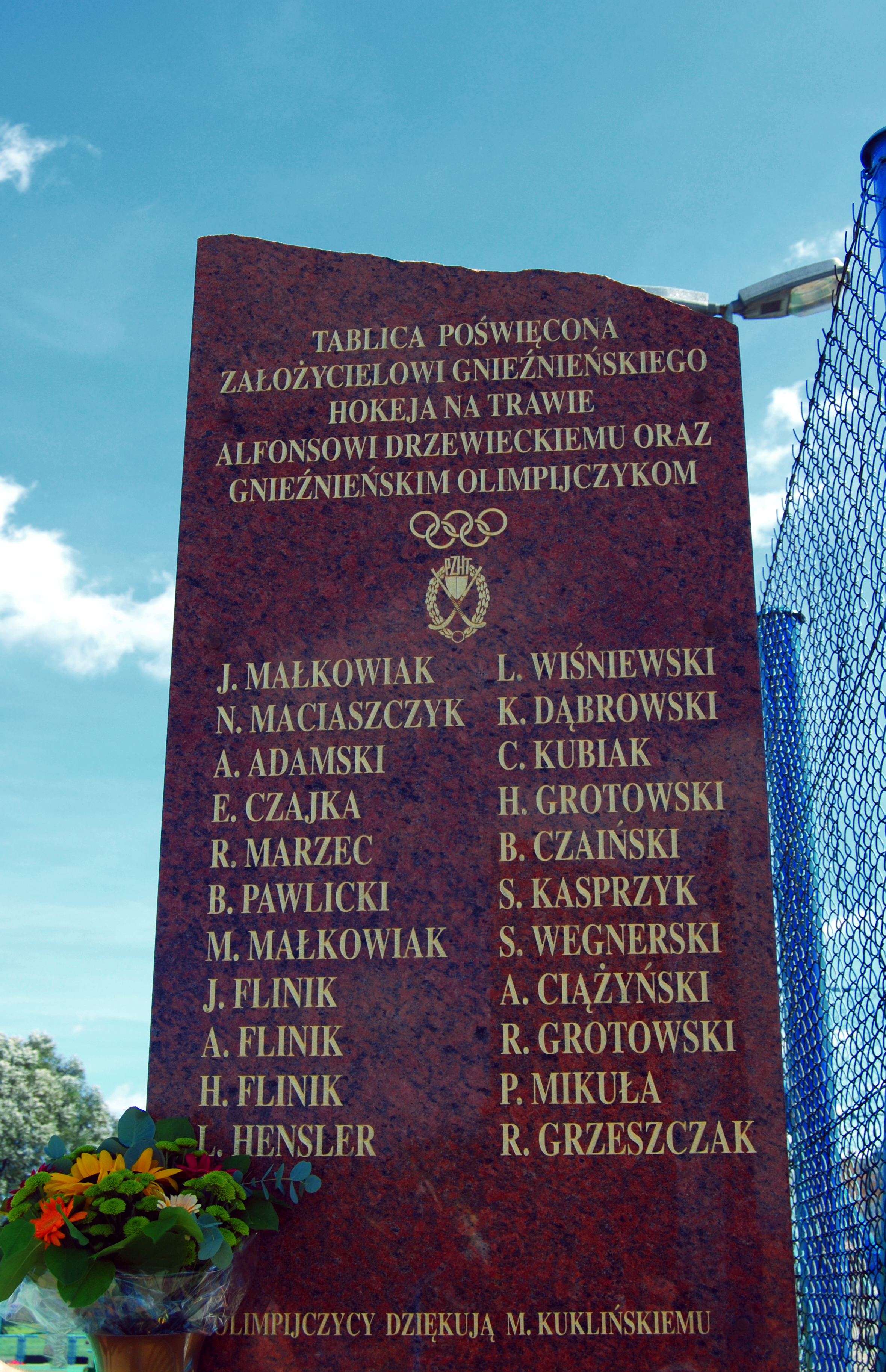
Tablica poświęcona gnieźnieńskim olimpijczykom,wśród nich Robert Grzeszczak.

Robert Eugeniusz Grzeszczak (ur. 9 października 1971 w Gnieźnie) – polski hokeista na trawie, wielokrotny mistrz Polski, olimpijczyk, od 24.06.2009 r. grający trener drużyny WKS Grunwald Poznań.

## Życiorys
Syn Stanisława i Marii Somerfeld, ukończył Średnie Studium Zawodowe w Gnieźnie (1992), uzyskując zawód elektromechanika; później został żołnierzem zawodowym. Treningi hokejowe rozpoczynał w Starcie Gniezno, w 1992 przeszedł do Grunwaldu Poznań. Wraz z tym klubem odniósł szereg sukcesów – 8 tytułów mistrza Polski na otwartym stadionie (1993, 1994, 1996, 1997, 1999, 2000, 2001, 2002), 2 tytuły mistrza Polski w hali (1993, 2001), brązowy medal halowego Europejskiego Pucharu Mistrzów Krajowych (1994), brązowy medal Pucharu Zdobywców Pucharów (1997). Gra na pozycji pomocnika.
W latach 1991–2002 zaliczył 184 mecze w reprezentacji Polski, strzelił 28 bramek. Uczestniczył w kilku ważnych turniejach mistrzowskich – finałach mistrzostw świata (1998, 2002), finałach mistrzostw Europy (1995, 1999), igrzyskach olimpijskich w Sydney (2000). Wystąpił we wszystkich sześciu meczach turnieju olimpijskiego, strzelając bramkę w zwycięskim spotkaniu z Hiszpanią.
W roku 1999 i 2006 roku wywalczył srebrny medal halowych mistrzostw Europy seniorów, a w roku 2001 na mistrzostwach w Lucernie wywalczył brązowy medal.
Wywalczył dwa srebrne medale podczas halowych mistrzostwa świata w  2003 roku w Lipsku oraz w 2007 roku w Wiedniu.
Żonaty (Anna Hoffmann), ma syna Michała.

## Odznaczenie
Odznaczony Brązowym (2005) i Złotym (2007) Krzyżem Zasługi.